# 维塔利·塞都克
维塔利·米哈伊洛维奇·塞都克（羅馬化：Vitalii Mykolaiovych Sediuk；1988年11月14日—），乌克兰狗仔隊人物，其經常对演藝名人进行纏擾和性骚扰。他曾是一名來自烏克蘭電視台1+1的媒体记者，多次借1+1採訪电影首映式和颁奖仪式等活动的時機憑藉記者證進入限制區域，並趁機對演藝名人進行騷擾。2012年，威爾·史密斯在莫斯科出席電影首映，塞都克採訪時上前擁抱，並企圖強吻威爾·史密斯的嘴，結果被威爾·史密斯掌摑。